# Adventureland
Adventureland (Tierra de aventuras) es uno de los mundos imaginarios que componen los parques temáticos de la Walt Disney Company en todo el mundo. Muchos de estos Adventureland conservan el estilo de uno de sus parques temáticos más conocido, el Magic Kingdom. Su ambientación nos transporta a las junglas de lejanos lugares como África, Asia, el Medio Oriente, a islas desiertas de Suramérica o del Sur del Pacífico. Walt Disney opinaba que "para crear un mundo mágico donde este sueño se haga realidad, tenemos que imaginarnos lejos de toda civilización, en las remotas junglas de Asia y África"
Adventureland representa el modelo de aventura exótica de la sociedad norteamericana de los años 50 que tras la Segunda Guerra Mundial estaba interesada en la moda Tiki importada por los norteamericanos destinados en el Pacífico Sur. El visitante se encuentra rodeado de una exuberante vegetación propia de la jungla y de otros misteriosos objetos: máscaras tribales, tambores del Congo, tótem, estatuas de animales exóticos, y una arquitectura inspirada en el Pacífico. En este mágico país la tecnología cede el paso a la naturaleza salvaje e inhóspita. Para el reconocido historiador de arte David T. Doris, [2] "Adventureland es una amalgama de territorios coloniales imaginarios combinada con la exuberante vegetación de la selva".”

## Disneyland

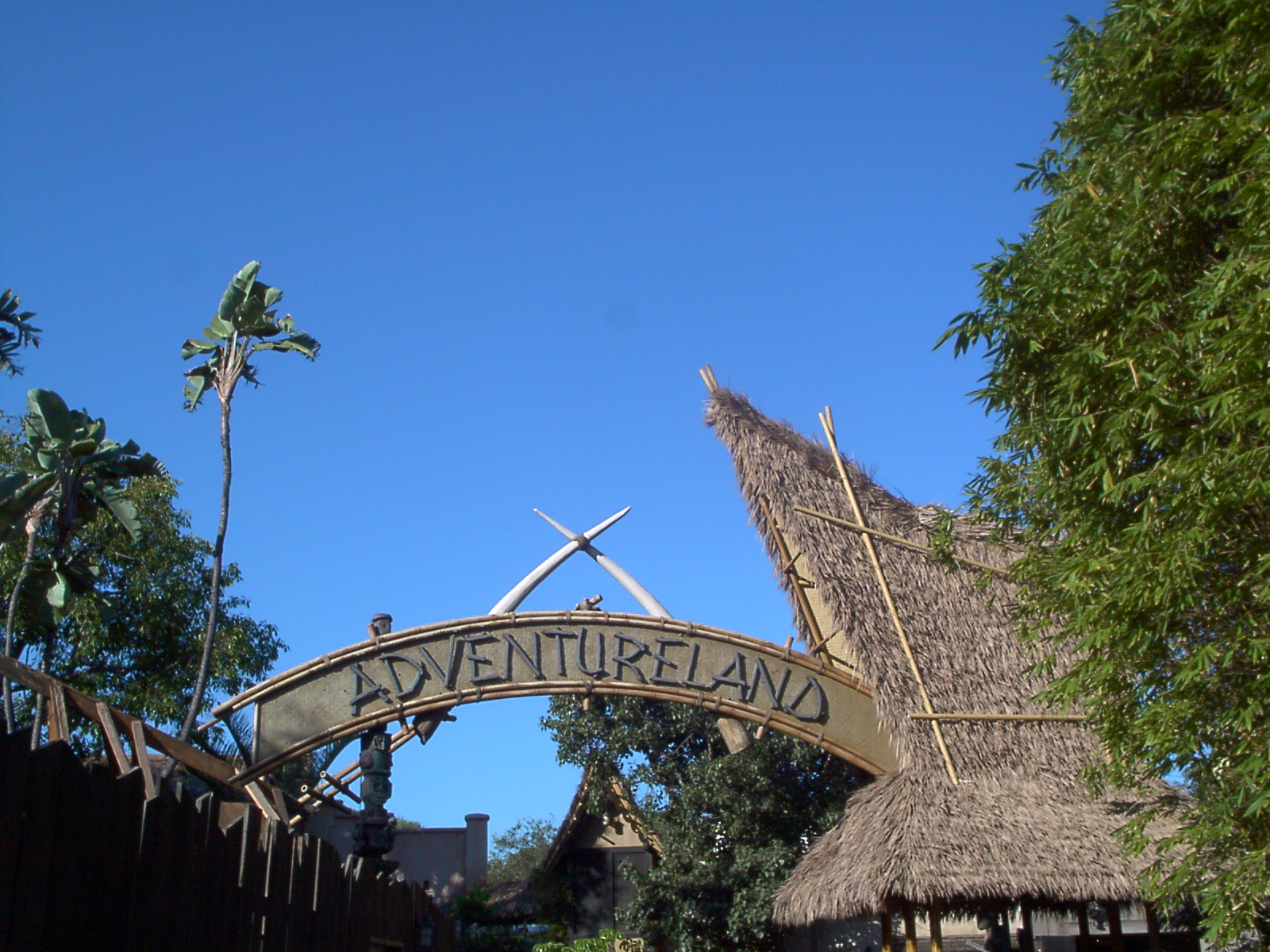
Entrada al Adventureland de Disneyland.

El área Adventureland de Disneyland fue concebida como un país real de aventuras. Para su creación se basaron en los conocidos y premiados documentales de Walt Disney sobre África y Asia. En un principio este “país” iba a estar habitado por animales reales traídos de África que vivirían en la ribera de esta "jungla" pero cuando los zoólogos le informaron a Walt Disney que los animales podían esconderse o tumbarse, los inventores e ingenieros de Disney construyeron en su lugar animales mecánicos. Cuando Adventureland se inauguró, el crucero por la jungla  (Jungle Cruise) era la principal atracción hasta que se construyó Swiss Family Treehouse (la Cabaña de los Robinson) años más tarde. Gracias a la novedosa tecnología de animación de muñecos Audio-Animatronics desarrollada por Walt Disney, se añadió la Enchanted Tiki Room (el Cuarto Tiki Encantado) cerca del puente de entrada. Años después con la expansión de Adventureland se creó la atracción la Aventura de Indiana Jones que dio a este reino mágico una temática acorde con los años 30. La atracción Swiss Family Treehouse fue posteriormente renovada y reconvertida en Tarzan's Treehouse (la Cabaña de Tarzán). Adventureland no sufrió más modificaciones hasta el año 2008 debido al nuevo acontecimiento del verano, Indiana Jones y el Verano de los Misterios Ocultos. Este evento representará un nuevo espacio arqueológico donde los niños podrán descubrir artilugios y tesoros. La atracción Jungle Cruise dispondrá de nuevos espacios y durante su recorrido podremos ver y participar de las aventuras de Indy en la selva. Actualmente hay novedades en la atracción de la Aventura de Indiana Jones, por un lado es posible que dicha atracción sea renovada y por otro lado en la cola a la atracción se puede disfrutar de un espectáculo de calle donde Indiana Jones se enfrenta a uno de sus enemigos para arrebatarle el mapa del Templo del Ojo Prohibido que este tiene en su poder. El resultado es un espectáculo de efectos especiales y acrobacias a través de todo el territorio de Adventureland con fuego, persecuciones, caídas desde balcones y tejados, escalada de edificios y árboles, tiroteo y muchas otras escenas de acción realizadas por especialistas. Al concluir se les entregarán mapas a los visitantes con pistas y otros indicios para descubrir los secretos ocultos de la selva.

### Atracciones
- Jungle Cruise
- La Aventura de Indiana Jones: El Templo del Ojo Prohibido
- Tarzan's Treehouse
- Enchanted Tiki Room
- Indiana Jones: Verano de los Misterios Ocultos

### Restaurantes
- Bengal Barbecue
- Tiki Juice Bar
- Tropical Imports

### De compras
- Bazar Adventureland
- South Seas Traders
- Indiana Jones Adventure Outpost

## Magic Kingdom

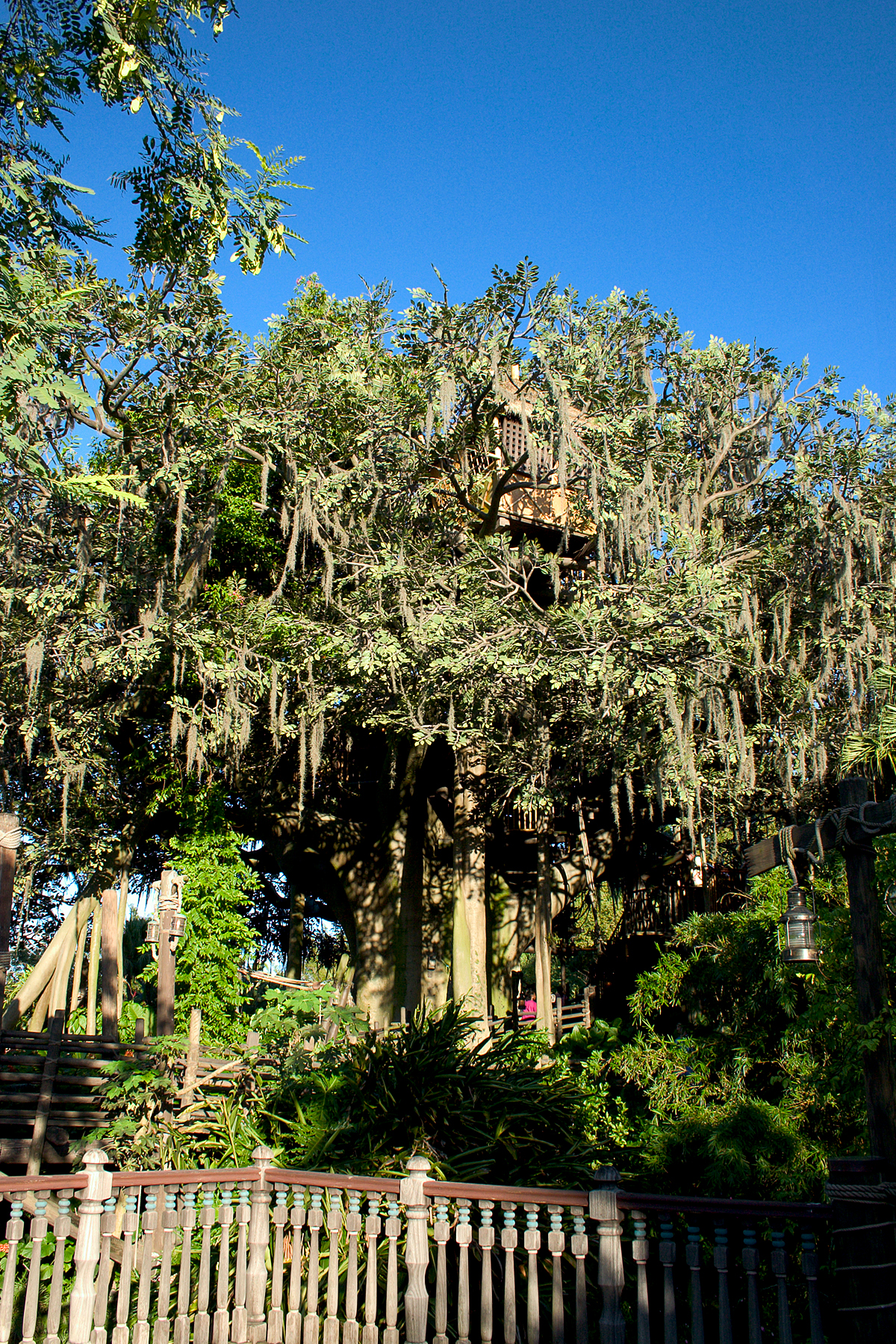
Cabaña de los Robinson.

El reino Adventureland del parque temático Magic Kingdom de Disney se divide en dos zonas: la aldea árabe y la plaza del Caribe, el escondrijo de los Piratas del Caribe. Otras atracciones destacadas son las Alfombras Mágicas de Aladdin y el Cuarto Encantado Tiki (Enchanted Tiki Room), ahora bajo una nueva dirección y que cuenta con nuevos anfitriones como Iago, personaje de la película “Aladdín" (1992), y Zazu, de la película “El Rey León”.  La transición entre los dibujos inspirados en Arabia y aquellos con influencia caribeña está muy bien estructurada. Inicialmente se había previsto construir un emocionante recorrido llamado la Montaña del Fuego pero debido a la falta de espacio ésta nunca llegó a ser construida.

### Atracciones
- Jungle Cruise
- The Enchanted Tiki Room
- Las Alfombras Mágicas de Aladdin
- Piratas del Caribe
- Swiss Family Treehouse
- Shrunken Ned's Junior Jungle Boats

### Espectáculos
- El curso sobre la piratería del Capitán Jack Sparrow
- Character CongOasis

### Restaurantes
- El Pirata Y el Perico Restaurante (se encuentra frente la atracción de los Piratas del Caribe.Ofrece cocina mexicana con un ambiente típico de México. No dispone de servicio en mesa.  Abierto en determinados periodos del año, únicamente las hora de la comida y la cena).
- Sunshine Tree Terrace
- Aloha Isle

### De compras
- Bwana Bob's
- Island Supply
- Zanzibar Trading Company
- El Bazar de Agrabah
- El Bazar de los Piratas
- The Crew's Nest

## Disneyland Tokio

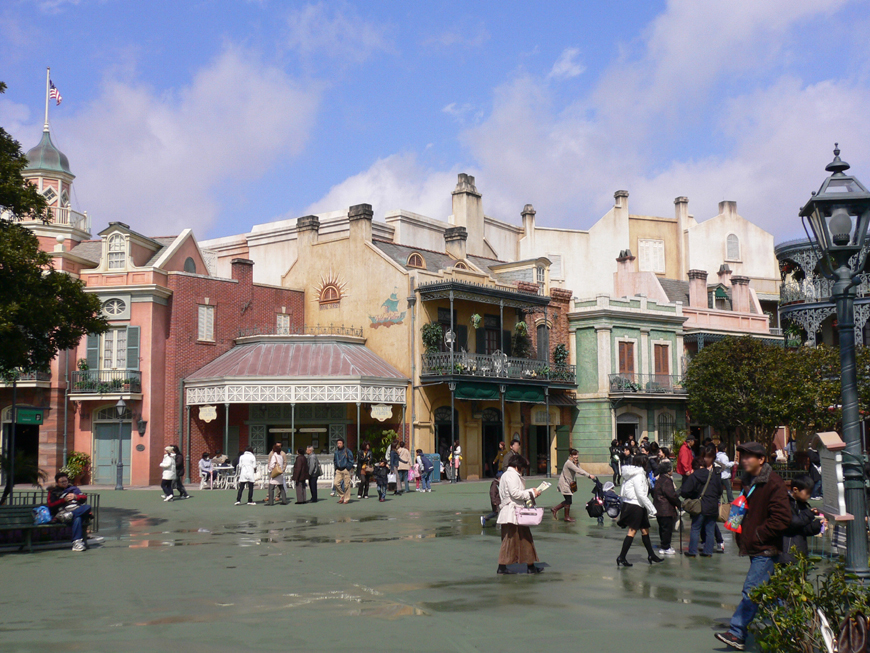
Adventureland del parque Disneyland de Tokio.

El Adventureland del parque Disneyland de Tokio es una mezcla de todos los reinos de este estilo dispersos en los parques de Disney por todo el mundo. Ofrece un recorrido en tren de vapor en la atracción Western River Railroad y una versión diferente del Enchanted Tiki Room (el Cuarto Tiki Encantado) ya que se aleja de los convencionalismos Disney y tiene un toque más hawaiano. La atracción de los Piratas del Caribe se encuentra en una parte de este país mágico, similar a la del Adventureland del parque Magic Kingdom, y cuya arquitectura recuerda a la plaza New Orleans Square de Disneyland, cuya calle principal se llama “El Bazar del Mundo” (World Bazaar’s).

### Atracciones
- Jungle Cruise
- Western River Railroad
- Enchanted Tiki Room: presentando Aloha y Komo Mai
- Piratas del Caribe
- Swiss Family Treehouse

## Parque Disneyland Paris
El estilo del cuarto Adventurelad, el situado dentro del parque Disneyland de París, tiene un estilo más asiático, con mayor influencia india y decoración marroquí. Según parece, el clásico de Disney “Aladdín” inspiró a los inventores e ingenieros de Disney a la hora de diseñar la entrada al Adventureland parisino, quizás porque la película estaba en fase de producción durante la construcción de este mágico país. En sus inicios estaba compuesto por la atracción Indiana Jones y el Templo del Peligro, una montaña rusa de acero con un loooping (el primero en una atracción Disney) que recorre las ruinas de un templo camboyano; la Isla de la Aventura, isla de senderos y secretos ocultos; y el Pasaje Encantado de Aladdin, un paseo por los Bazares de Agrabah que nos descubre la historia de Aladdin. Este Adventureland carece de crucero por la jungla Jungle Cruise, debido principalmente a que el clima parisino resulta poco idóneo. En su apertura se planeó una atracción de “Expedición a la Jungla” pero fue cancelada cuando el complejo atravesó por dificultades financieras (mayo de 2008)

### Atracciones
- Pirates of the Caribbean
- Indiana Jones et le Temple du Péril
- Adventure Isle
- La Cabane des Robinsons
- Le Passage Enchanté d'Aladdin (exhibición callejera)
- La Plage des Pirates (espacio de juego infantil)

### Restaurantes
- Blue Lagoon Restaurant
- Colonel Hathi's Pizza Outpost
- Restaurant Hakuna Matata
- Agrabah Café Restaurant
- Coolpost
- Café de la Brousse

### De compras
- Indiana Jones Adventure Outpost
- Le Coffre du Capitaine
- Les Trésors de Shérazade
- La Girafe Curieuse

## Parque Disneyland Hong Kong
El Adventureland del parquet Disneyland de Hong Kong, temporalmente denominado Pirateland (territorio pirata) con ocasión del estreno de Piratas del Caribe: en el fin del mundo, es uno de los más grandes de todos los parques Disney. En él se celebra el espectáculo del Festival del Rey León y está compuesto de una gran isla donde se alberga la casa del árbol de Tarzán (Tarzan’s Treehouse), que puede rodearse gracias a un crucero por la jungla, el Jungle Cruise. Esta zona se asemeja a la atracción Rivers of America (ríos de América) del reino Frontierland de los parques Disney que tienen el mismo estilo que el Magic Kingdom.
En la actualidad se están realizando obras cerca de la entrada al Teatro de la Naturaleza Salvaje y se ha confirmado que se construirá una estructura temporal para la atracción el Demonio de la Jungla debajo del recorrido del tren Disneyland Railroad Track.

### Atracciones
- Tarzan's Treehouse
- Jungle River Cruise
- Festival del Rey León
- Liki Tikis
- El Demonio de la Jugla (Inauguración 26 de septiembre de 2008)
- La Ruta Encantada de Adventureland (Inauguración 26 de septiembre de 2008)

### Restaurantes
- River View Café (Con servicio de mesa, ofrece cocina tradicional china)
- Tahitian Terrace (Restaurante de comida rápida que ofrece barbacoa estilo chino, sopa de tallarines y wok)

### De compras
- Professor Porter's Trading Post

## Crítica
Aunque, como es obvio, una jungla no es lo mismo para los estadounidenses y para los polinesios, el área Adventureland de estos parques temáticos salva este obstáculo al no hacer referencia a ningún sitio en concreto. Los motivos arquitectónicos que recuerdan a Oriente Medio, los estilos constructivos del norte de África y los elementos africanos convierten a Adventureland en un territorio exótico que ha sufrido tanto una metamorfosis cultural como étnica y que se sitúa en ninguna parte. La idea inicial de Walt Disney era que los norteamericanos que visitaran su parque pudieran disfrutar de experiencias inusuales propias de otros países y para algunos, Adventureland está pasado de moda.